# VM i markhåndbold 1949 (kvinder)
Verdensmesterskabet i håndbold (udendørs) for damer i 1949 var den første VM-slutrunde for kvinder, og den blev afholdt i Ungarn i perioden 25. – 28. september 1949.
De 4 deltagende lande spillede spillede alle-mod-alle.

## Resultater
| Ungarn - Østrig            | Ungarn - Østrig            | Ungarn - Østrig            | 7-2 |
| Tjekkoslovakiet - Frankrig | Tjekkoslovakiet - Frankrig | Tjekkoslovakiet - Frankrig | 4-2 |
| Ungarn - Tjekkoslovakiet   | Ungarn - Tjekkoslovakiet   | Ungarn - Tjekkoslovakiet   | 4-1 |
| Østrig - Frankrig          | Østrig - Frankrig          | Østrig - Frankrig          | 8-1 |
| Ungarn - Frankrig          | Ungarn - Frankrig          | Ungarn - Frankrig          | 7-3 |
| Østrig - Tjekkoslovakiet   | Østrig - Tjekkoslovakiet   | Østrig - Tjekkoslovakiet   | 3-2 |

### Slutstilling
1. Ungarn,
2. Østrig,
3. Tjekkoslovakiet,
4. Frankrig.